# عبد القدوس قاسم

## عبدالقدوسقاسم[1]

### حياته[2]
وِلِدَ «قَدّوس» أو «عبد» – كما يطلق عليه أحبّته – في مدينة العمارة سنة 1980، ونشأ يتيم الأب، بعد أن قامت سلطة حزب البعث الذي كان يحكم حينذاك بإعدام والده بتهمة الانتماء إلى حزب الدّعوة، وتكفّلت والدته (عَليّة فنجان روضان) برعايته، في رحلةٍ حياتيّةٍ شاقّة، كان العوز والخوف على وحيدها علامتها الفارقة.
على الرّغم من أجواء الرّعب والخوف الذي كانت تُخيّم على حياة العراقيين في ذلك الوقت، لا سيّما العوائل التي تكون تحت مراقبة الأجهزة الأمنيّة، إلّان أنّ «قدّوس» كان يُمارس تمردّه على السُّلطة منذ صغره، وكان حريصاً على حضور صلاة الجمعة، والتي كانت تُعتبر فعلاً سياسيّاً واحتجاجياً ناقماً على حكومة صَدّام حسين في ذلك الوقت.
منذ نعومة أوجاعه، كان «قدّوس» قارئاً نهماً وحقيقيّاً، وحريصاً على اقتناء الكتاب ونشره بين أصدقائه، لا سيّما الكتب التّأسيسيّة الكُبرى في مجالات الدّين والفلسفة والاجتماع والسّياسة والفنّ، وهذا ما ساعده في تقنين ومنهجة موهبته الفنّيّة المُبكّرة. تَخَرّج من المعهد التّقنيّ وتزوّج وأصبح أباً لثلاثة أطفال (حسن وحسين وكوثر).
بعد 2003 وزوال سلطة حزب البعث القمعية، ومجيء سلطة أحزاب ما بعد الاحتلال الاميركي للعراق عام 2003، حاول «قدّوس» ترميم ما يُمكن ترميمه من الواقع الميسانيّ، فكان واحداً من بين ثُلّة رائعة من شباب ميسان، قاموا بتأسيس مشروع الرّصيف المعرفيّ، من أبرزهم الشّاعر حيدر النّوريّ والموسيقي احمد السومري والمسرحيّ رعد الغرّوايّ والفنّان ماجد أبو الأمين والفنّان والنّاشط رضوان عبد الحسن والمحامي والنّاشط علي كريم الغالي، وغيرهم.
في الرّصيف المعرفيّ أقام «قدّوس» الكثير من النّشاطات الثّقافيّة، بين المسرح والسّينما والتّشكيل ومعارض الكتاب الدّائمة، وكان هذا المشروع متنفّساً معرفيّاً لميسان، بل وانتقلت عدواه المُثمرة لباقي المحافظات.
من أهمّ المحطّات في حياة الشّهيد عبد القدّوس قاسم الحلفيّ، أنّه كان يهتمّ كثيراً باكتشاف مواهب السُّجناء وطاقاتهم الإبداعيّة، حيث كان يعمل مسؤولاً لقسم العلاقات والإعلام في السّجن الإصلاحيّ المركزيّ في ميسان، فكان يُقيم المعارض الفنّيّة والعروض المسرحيّة داخل السّجن، فضلاً عن تقديمه مختلف أشكال الدّعم لهم، لأنّه كان توّاقاً لصناعة الجمال وبثّه بين النّاس.

#### بداياته الفنّيّة
على الرّغم من موهبته الفنّيّة المُبكّرة
قصة أول صعود للمسرح للشهيد عبد القدوس قاسم (نقلاً منهُ رحمهُ الله)
من المعلوم أن منزل الشهيد في منطقة الجديدة المجاورة لبعض المدارس..
فمر ذات يوم بالقرب من تجمع في باب إحدى المدارس وكان الاستاذ كريم حداد الكناني لديه عمل مسرحي حسيني ولكن العمل لم يكتمل بسبب عدم حضور ممثل.!
وكان الدور (الامام السجاد عليه السلام) فبادر الشهيد أن يأخذ مكان الممثل الغائب لكونه رحمه الله يحفظ خطبته الأمام على ظهر قلبهِ..
فتم العمل وكان حسب ما أتذكر في مسرح مدرسة الوثبة في الجديدة..
و من حينها أحبَ المسرح وأحبهُ المسرح إلّا أنّ البدايات الحقّيقيّة كانت في عام 2005 من خلال بطولته لمسرحيّة استجواب التي قام بتأليفها وإخراجها عدي المُختار، وهي من أعمال الـ (ديو/ دراما) بمشاركة الإعلاميّ والفنّان ظاهر العُقيليّ، وكان العمل يتحدّث عن الممارسات القمعيّة التي تقوم بها السُّلطة ضدّ من يُعارضها.
وكان «قدّوس» في مجال التّمثيل يمتلك موهبةً فَذّةً ومميّزة، حيث يستطيع أن يُسحرك بأدائه التّراجيديّ والكوميديّ في نفس الآن، وقدّم الكثير من الأعمال للعديد من الفرق والمسارح، منها: (محترف ميسان المسرحي، فرقة المسرح الجامعيّ، نادي المسرح، فرقة النّشاط المدرسيّ، فرقة محمد عطيّة للتّمثيل، فرقة معهد الامل المضيء، فرقة الرّصيف المعرفيّ، فرقة شباب المستقبل).

##### أعماله كممثل
- مسرحيّة (استجواب) تأليف وإخراج عدي المختار/ ميسان 2005.
- مسرحيّة (سفينة النّجاة) تأليف عدي المختار وإخراج محمد عطيّة/ ميسان 2009.
- مسرحيّة (TAK TOO) تأليف أحمد شمس وإخراج عدي المختار/ ميسان 2010.
- مسرحيّة (هيته قراطيّة) تأليف عدي المختار وإخراج محمد عطيّة/ ميسان 2011.
- مسرحيّة (مجيد علم دار) تأليف عدي المختار وإخراج محمد عطيّة/ ميسان 2012.
- مسلسل (نزفٌ جنوبيّ) تأليف مقداد عبد الرضا وإخراج إياد نحّاس/ شبكة الإعلام العراقيّ 2013.
- مسرحيّة (أيها الآتي وداعاً) تأليف حيدر الشّطريّ وإخراج محمد عطيّة/ شاركت في مهرجان المغرب المسرحيّ 2014.
- مسرحيّة (في انتظار حمد) إعداد وإخراج عدي المختار/ بغداد 2014.
- مسرحيّة (هل تسمعني أجب؟) تأليف ماجد درندش وإخراج خالد علوان/ بغداد 2015.
- مسرحيّة (HD) تأليف خزعل الماجدي وإخراج خالد علوان/ البصرة.
- أوبريت (عرس الكصب) تأليف محمد أبو العِزّ وإخراج محمد عطيّة 2016.
- مسرحية (غسيل أموات) تأليف سعد هدابي وإخراج خالد علوان/ بابل 2019.
- مسرحيّة (حشدٌ من نور) تأليف وإخراج أبو الحسن صلاح مهدي.
- مسرحية (عائلة عجوزيّة) تأليف رعد الغراوي وإخراج محمد عطية الغريب.
أوبريت (طفّ الأشرار) تأليف محمد أبو العِزّ وإخراج محمد عطيّة.
- مسرحيّة (سيرة المدعو حمد) تأليف وإخراج أبو الحسن صلاح مهدي.
- مسرحية (شارة وطن) تأليف محمد أبو العِزّ وإخراج محمد عطيّة.
- مسرحيّة (جمال الليل) تأليف عمّار نعمة وإخراج خالد علوان.
- مسرحيّة (اللوح الثّالث عشر) تأليف أحمد العبيدي وإخراج خالد علوان.
- مسرحيّة (ثامن أيام الاسبوع) تأليف علي عبد النبي الزيدي وإخراج خالد علوان.

###### أعماله تأليفاً وإخراجاً
- مسرحيّة (النّاجي)، تأليف رعد الغرّواي، إخراج عبد القدّوس قاسم 2014.
- مسرحيّة أطفال حسينيّة (موكب العطاء) تأليف وإخراج 2014.
- مسرحيّة (مثقّف) تأليف وإخراج، عُرِضت في كرنفال يوم المثقّف العراقيّ 2015.
- مسرحيّة (الحايط والدنكة) تأليف وإخراج 2015. التي منعت من قبل بعض برلماني ميسان وتم عرضها في الرصيف المعرفي.
- فيلم (كريم) تأليف وإخراج.
- فيلم (عطر) تأليف وإخراج.
- فيلم (طعام على حُبّه) تأليف وإخراج.
بالإضافة إلى أنّه قَدّم ضمن أعمال (مسرح الشّارع) في ميسان، قرابة الـ (47) عملاً فنّيّاً تأليفاً وإخراجاً.

###### الجوائز الفنّيّة التي حصل عليها
- جائزة كتابة أفضل نصّ مسرحيّ في مهرجان (تَجمّع فنّانو العراق) 2014.
- جائزة أفضل فنّان واعد في مهرجان مديريّات التّربية الذي أُقيم في البصرة.
- تنويه لجنة التحكيم لأفضل ممثّل في مهرجان المغرب المسرحيّ 2014.

###### نشاطاته الإنسانيّة والثّقافيّة
منذ عام 2003 أطلق «قدّوس» العديد من الحملات الإنسانيّة/ التّطوعيّة، وكان كثيراً ما يحثّ على موضوعة التّكافل الاجتماعيّ من خلال أعماله الفنّيّة، لسهولة إيصال الرّسالة إلى المُتلقّي.

###### دوره في الحِراك الاحتجاجيّ في ميسان
كان «قدّوس» واحداً من أوائل قادة الحِراك في ميسان منذ 2011، حيث لعب دوراً محوريّاً في تنظيم الحِراك وترتيب أوراقه، وكان بمثابة (المايسترو) للتّظاهرات، حتّى أصبح مصدر قلق وإزعاج لجميع الفاسدين والسُّلطات الحزبيّة، لا سيّما في الأشهر الأخيرة، بسبب ما يكتبه وينشره من مقاطع فيديويّة، ينتقد فيها الواقع البائس الذي يلفّ النّاس.
وفي انتفاضة تشرين، عَمِلَ على تأسيس (مسرح إكتوبر)، وقام بتخصيص خيمةً لذلك وسط خيم الاحتجاج، قَدّم فيها بعض الأعمال الفنّيّة التي تؤرشف للحركة الاحتجاجيّة، بمشاركة مجموعة من فنّاني ومثقّفي ميسان.
هكذا كان «قدّوس» العراق الرّاحل، إنساناً كبيراً، وفنّاناً معطاءً، ومثقّفاً عضويّاً فاعلاً، وثائراً صادقاً، أفنى عمره من أجل سعادة الآخرين، وزراعة الحبّ والجمال والحريّة في أرض هذا الوطن المنهوب حتى اغتياله.
```
اغتياله
```

اغتيل عبد القدوس قاسم في مساء يوم الثّلاثاء العاشر من آذار 2020 على يد ميليشيات مسلحة مع رفيقه المحامي الشّهيد كرّار عادل ولم تكشف السلطة حتى اللحظة عن قاتليه.